# 伊藤政則のROCK CITY
『伊藤政則のROCK CITY』（いとうせいそくのロックシティ）は、テレビ神奈川（tvk)で放送されている音楽情報番組である。
公式サイト及びテレビCM、EPGの表記では伊藤政則の冠番組扱いになっているが、映像上では単に『ROCKCITY』（Rは反転している）のみ表示されている。ハードロックカフェ一社提供。
2007年3月頃までは千葉テレビ放送でも放送されていた。

## 司会
- 伊藤政則

## 概要
ハードロックカフェ東京店から、伊藤のMCで送る音楽番組。毎週3曲洋楽ロック（ハードロック、ヘヴィメタル系）のPVを挟み、フルで3曲流す。合間に伊藤が歌手、グループへのインタビューを今週発売の曲なども紹介する。コンサート、フェスタの模様を披露。
毎年年末には、PVの人気投票が開催される。
2017年9月9日に放送回数1000回を突破した。

## 放送時間
- 毎週土曜23:00 - 23:30
- 毎週火曜0:00 - 0:30（再放送）

※番組開始から2017年4月1日までは毎週土曜日午前0時から放送され、金曜夕方には再放送もあった。
※2017年4月8日から2022年9月24日までは毎週土曜日23時から放送され、2022年10月1日から2024年3月30日までは毎週土曜23時25分から放送されていた。